# ماریا-لیس ایلوس
ماریا-لیس ایلوس (انگلیسی: Maarja-Liis Ilus؛ زادهٔ ۲۴ دسامبر ۱۹۸۰) یک خواننده پاپ اهل استونی است. وی از سال ۱۹۸۴ میلادی تاکنون مشغول فعالیت بوده‌است.
وی در مسابقه آواز یوروویژن ۱۹۹۶ و ۱۹۹۷ نماینده کشور استونی بوده است.

## آلبوم‌ها

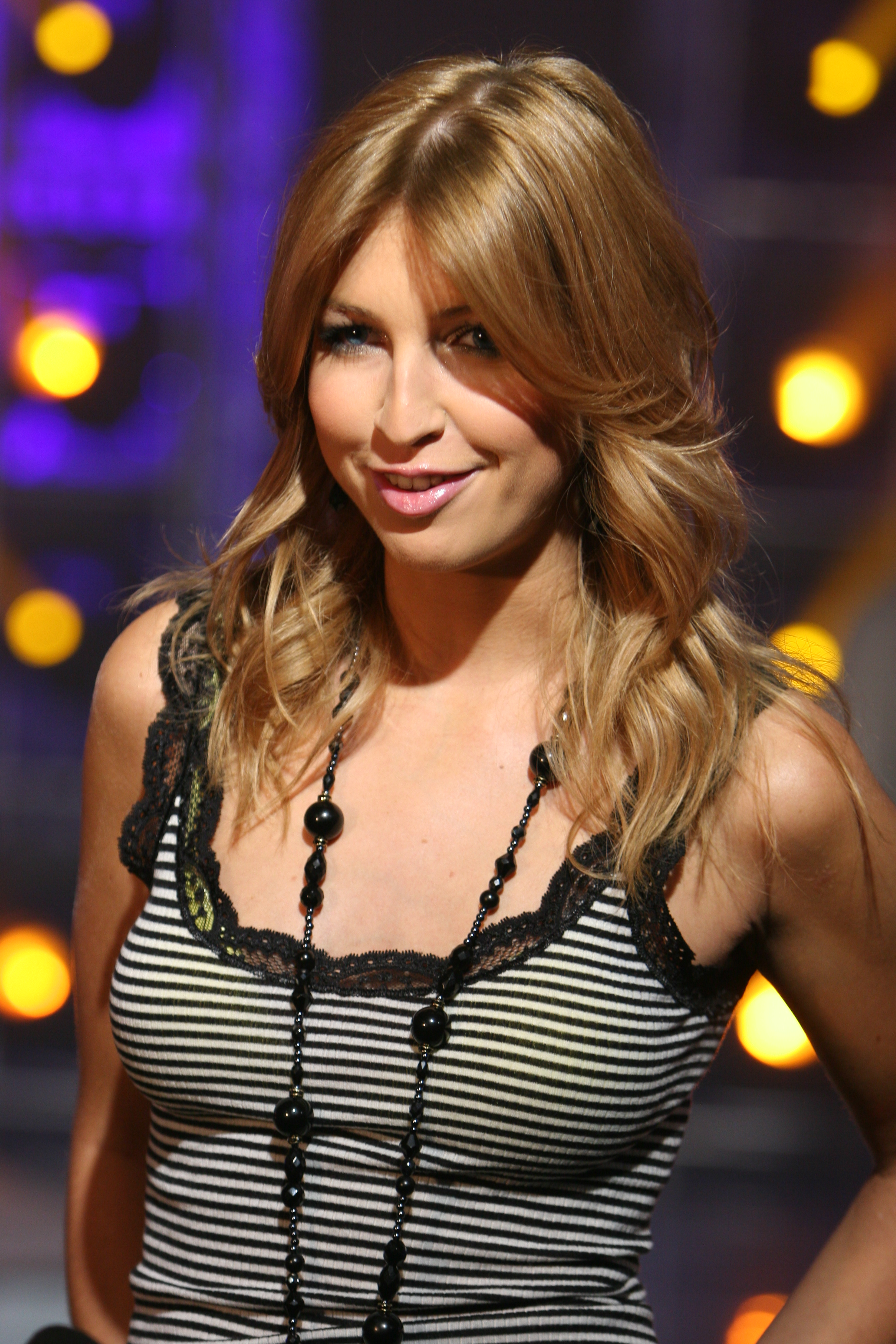
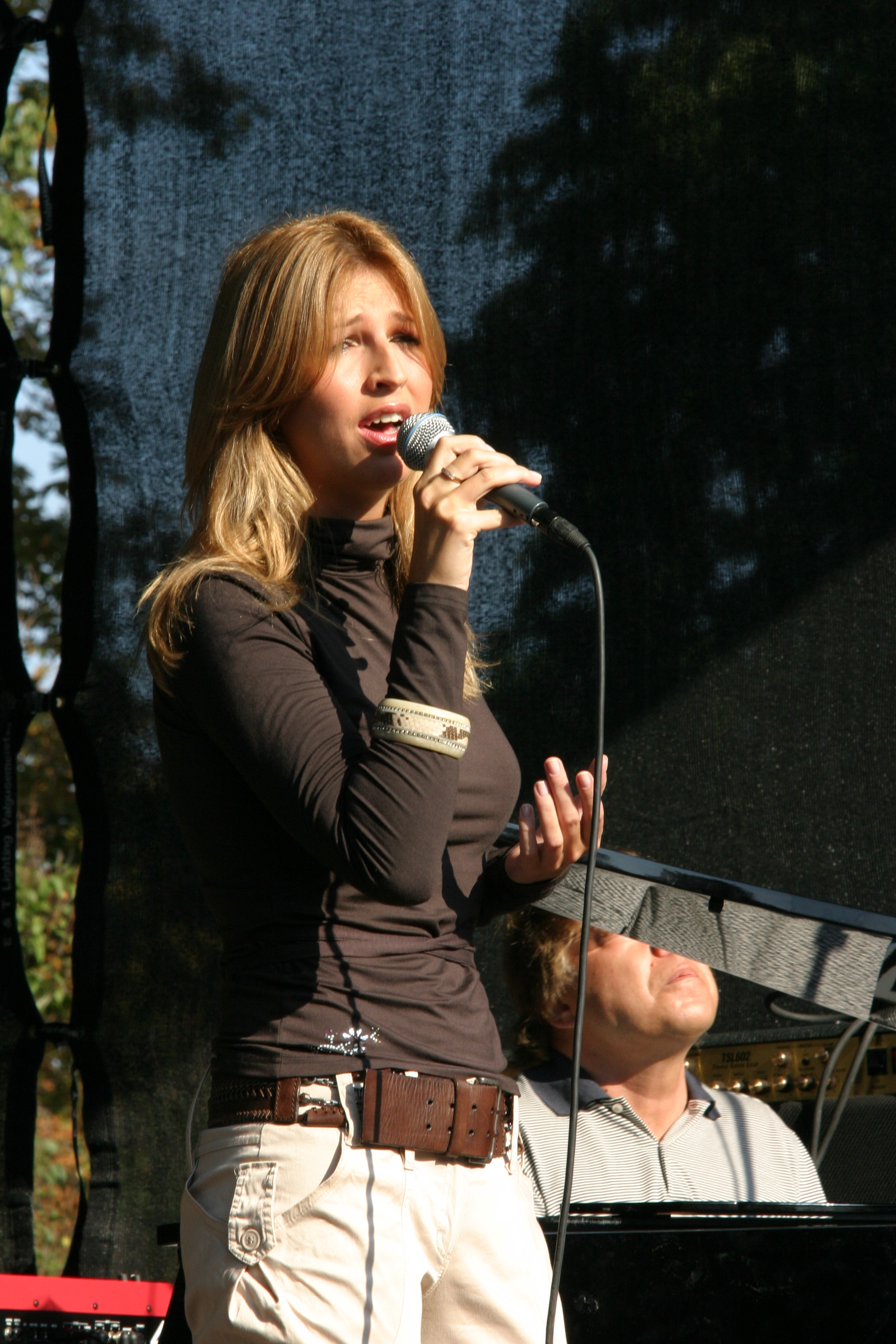

- Maarja (۱۹۹۶)
- First In Line (۱۹۹۸)
- Kaua veel (۱۹۹۸)
- City Life (۲۰۰۰)
- Look Around (۲۰۰۵)
- Läbi jäätunud klaasi
- Homme (۲۰۰۸)
- Jõuluingel (۲۰۰۹)
- Kuldne põld (۲۰۱۲)